# 奧博迪夫卡 (科羅斯堅區)
50°44′20″N 29°5′21″E / 50.73889°N 29.08917°E
奧博迪夫卡（烏克蘭語：Ободівка），是位於烏克蘭北部的村莊，由日托米爾州科羅斯堅區的馬林市鎮負責管轄，始建於1770年，面積0.5平方公里，海拔高度164米，2001年人口48，人口密度每平方公里96.77人。